# Gierszowice
Gierszowice (deutsch: Giersdorf) ist ein Dorf der Landgemeinde Olszanka (Alzenau) im Powiat Brzeski der Woiwodschaft Opole in Polen.

## Geographie
Gierszowice liegt rund drei Kilometer nordöstlich von Olszanka, sieben Kilometer südöstlich von Brzeg und 38 Kilometer nordwestlich von Opole (Oppeln) in der Schlesischen Tiefebene. Östlich verläuft die Bahnstrecke Bytom–Wrocław, westlich die Bahnstrecke Nysa–Brzeg.
Nachbarorte von Gierszowice sind im Norden  Brzeg (Brieg), im Osten Strzelniki (Jägerndorf), im Süden Pogorzela (Pogarell) und Olszanka (Alzenau) und im Westen Krzyżowice (Kreisewitz).

## Geschichte

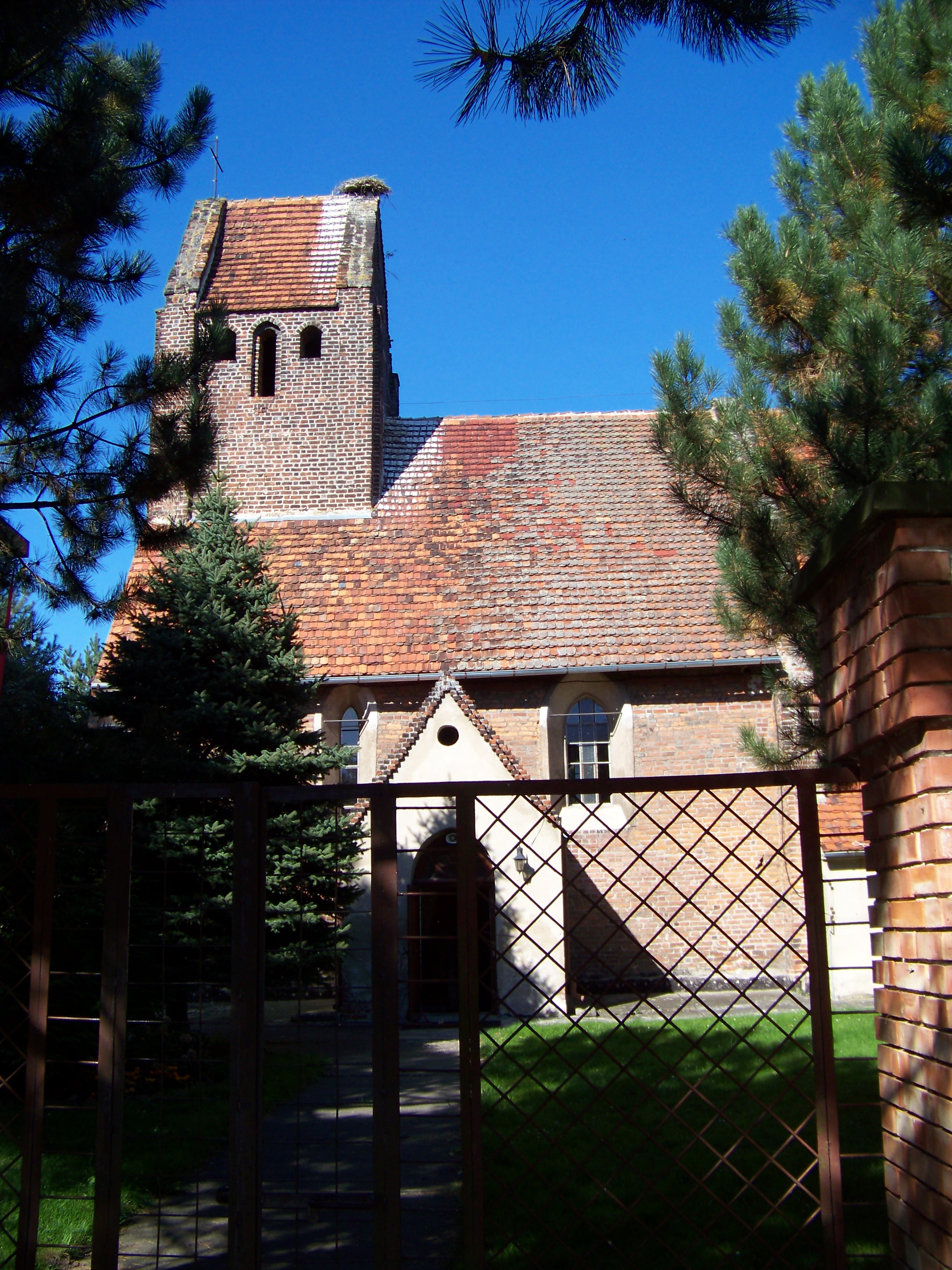
Kirche der Heiligen Jungfrau

Der Ort wird im Jahr 1375 erstmals als Gerhartsdorf erwähnt. 1402 erfolgte eine Erwähnung als Gerensdorff, 1403 als Gerisdorff. Der Ortsname leitet sich vom Namen des Gründers ab, Dorf des Gerhards.
Nach dem Ersten Schlesischen Krieg 1742 fiel Giersdorf mit dem größten Teil Schlesiens an Preußen.
Nach der Neuorganisation der Provinz Schlesien gehörte die Landgemeinde Giersdorf ab 1818 zum Landkreis Brieg im Regierungsbezirk Breslau. 1845 bestanden im Dorf eine evangelische Kirche und weitere 66 Häuser. Im gleichen Jahr lebten in Giersdorf 401 Menschen, davon drei katholisch. 1874 wurde der Amtsbezirk Alzenau gegründet, zu dem Giersdorf eingegliedert wurde. 1885 lebten 553 Menschen in Giersdorf.
1933 lebten in Giersdorf 464, 1939 wiederum 416 Menschen. Bis 1945 gehörte das Dorf zum Landkreis Brieg.
Als Folge des Zweiten Weltkriegs fiel Giersdorf 1945 wie der größte Teil Schlesiens unter polnische Verwaltung. Nachfolgend wurde der Ort in Gierszowice umbenannt und der Woiwodschaft Schlesien angeschlossen. 1950 wurde es der Woiwodschaft Oppeln eingegliedert. 1999 kam der Ort zum neu gegründeten Powiat Breszki (Kreis Brieg).

## Sehenswürdigkeiten
- Die römisch-katholische Kirche der Heiligen Jungfrau (poln. Kościół Matki Boskiej) diente bis 1945 als Michaelskirche ursprünglich als Gotteshaus der protestantischen Gemeinde. Die Kirche wurde um 1300 im gotischen Stil erbaut. Der Turm wurde im 16. Jahrhundert angebaut. Ab 1534 diente die Kirche als protestantisches Gotteshaus. Die Kirche ist von einer gotischen Steinmauer umgeben, die aus dem 15. Jahrhundert stammt. Der Hauptaltar im Inneren stammt aus der Wende des 17. und 18. Jahrhunderts.[7][8] Die Kirche steht seit 1964 unter Denkmalschutz.[9]
- Wegekreuz